# Липовка (Ибресинский район)
Ли́повка (чув. Ҫӑкалӑх) — посёлок в Ибресинском районе Чувашской Республики Российской Федерации. Входит в состав Малокармалинского сельского поселения.

## Население
| 2010 | 2012 |
| ---- | ---- |
| 409  | ↘408 |

## Уличная сеть
В посёлке пять улиц: Заводская, Константинова, Мира, Чапаева, Школьная.

## Известные уроженцы
- Константинов, Леонид Сергеевич — Герой Российской Федерации, командир вертолётной эскадрильи 12-го отдельного авиационного полка Северо-Кавказского регионального управления Федеральной пограничной службы Российской Федерации, подполковник. В селе Липовка в память о Герое установлены две мемориальные доски — на доме, где он вырос, и на здании Липовской среднеобразовательной школы.